# Christa Ludwig
Pour les articles homonymes, voir Ludwig.
Christa Ludwig est une cantatrice (mezzo-soprano) allemande, née le 16 mars 1928 à Berlin et morte le 24 avril 2021 à Klosterneuburg (Autriche). Considérée comme « l'une des plus grandes voix de la seconde moitié du XXe siècle » et « une interprète adulée de Mozart, Schubert, Schumann, Brahms, Mahler, Strauss... », elle s'est illustrée aussi bien dans l'opéra que dans la mélodie.

## Biographie

### Jeunesse et études
Meta Christa Ludwig naît dans une famille vouée à la musique. Son père, Anton Ludwig, est ténor et administrateur d'opéra, tandis que sa mère, Eugenie Besalla-Ludwig, qui sera son premier professeur de chant, est elle-même mezzo-soprano, se produisant notamment sur la scène de l'opéra d'Aix-la-Chapelle à l'époque où Herbert von Karajan y dirige l'orchestre.

### Débuts
Christa Ludwig fait ses débuts sur la scène de l'opéra de Francfort-sur-le-Main en 1946, à l'âge de 18 ans, dans le rôle du prince Orlovsky de l'opérette La Chauve-souris de Johann Strauss. Elle s'y produit jusqu'en 1952, puis travaille à l'Opéra de Darmstadt (1952-1954) et au Staatsoper de Hanovre (1954-1955). En 1955, elle intègre la troupe de l'opéra d'État de Vienne, dont elle devient rapidement l'une des principales artistes, étant nommée Kammersängerin en 1962. Elle s'y produira durant plus de trente ans.
En 1954, elle chante pour la première fois au festival de Salzbourg sous la direction de Karl Böhm, interprétant le rôle de Chérubin dans Les Noces de Figaro ; elle y revient régulièrement jusqu'en 1981.

### Carrière internationale
Sa carrière internationale prend son essor en 1959, avec ses débuts américains sur la scène du Lyric Opera of Chicago dans Così fan tutte (Dorabella). La même année, elle interprète à nouveau Chérubin au Metropolitan Opera de New York, où elle se produit régulièrement jusqu'en 1990.
En 1966, le festival de Bayreuth lui ouvre ses portes pour les représentations de Tristan und Isolde, où elle interprète le rôle de Brangäne. Sa première prestation sur la scène du Royal Opera House (Covent Garden) a lieu en 1969, à l'occasion des représentations d'Aida, où elle chante le rôle d'Amneris.
À mesure que sa voix gagne en maturité, Christa Ludwig élargit son répertoire abordant, après des rôles de mezzo-soprano lyrique, un répertoire plus dramatique :
- Carmen dans l'opéra éponyme de Georges Bizet
- Kundry dans Parsifal au festival de Bayreuth (1966-1967)
- Ortrud dans Lohengrin de Richard Wagner
- Ulrica dans Un ballo in maschera de Giuseppe Verdi
- Eboli dans Don Carlo de Giuseppe Verdi
- Ottavia dans Le Couronnement de Poppée de Claudio Monteverdi
- Judith dans Le Château de Barbe-Bleue de Béla Bartók
- Didon dans Les Troyens d'Hector Berlioz
- Dalila dans Samson et Dalila de Camille Saint-Saëns
- Clytemnestre dans Elektra de Richard Strauss

ainsi que des rôles dans des opéras contemporains comme Claire Zachanassian dans Der Besuch der alten Dame de Gottfried von Einem (rôle qu'elle créa), Georgette dans Die Schule der Frauen (« L'École des femmes ») de Rolf Liebermann ou une voix dans De temporum fine comœdia de Carl Orff.
Christa Ludwig s'est également risquée, brièvement mais avec grand succès, dans le répertoire de soprano dramatique, interprétant Iphigénie dans Iphigénie en Aulide de Gluck, Leonore dans Fidelio de Ludwig van Beethoven, Lady Macbeth dans Macbeth de Verdi, Ariadne dans Ariadne auf Naxos de Richard Strauss ou la Teinturière de La Femme sans ombre de Richard Strauss. Elle incarne aussi la Maréchale dans Le Chevalier à la rose de Richard Strauss au festival de Salzbourg sous la direction de Karl Böhm en 1969. Son interprétation de Vénus dans Tannhäuser sous la direction de Georg Solti, reste une référence.
En dehors de l'opéra, Christa Ludwig a consacré une part notable de sa carrière à la mélodie, aussi bien dans des enregistrements de studio que lors de récitals. Ses interprétations des lieder de Schubert, Schumann, Brahms, Wolf, Mahler et Strauss sont remarquées. Elle aborde également le répertoire sacré, et notamment la musique de Bach, interprétant la plupart de ses œuvres vocales majeures, aussi bien sur scène qu'en studio.
En 1989, à 61 ans, elle fait une apparition remarquée dans l’opérette de Leonard Bernstein, Candide interprétant avec fantaisie le rôle de la Vieille Dame.
Les dernières années de sa carrière scénique sont principalement consacrées, de 1990 à 1993, à des tournées de récitals de lieder à travers le monde puis, en 1993-1994, à une tournée d'adieux définitive dans un grand nombre de villes d'Europe et d'Amérique, avec en point d'orgue son interprétation de Fricka dans La Walkyrie de Richard Wagner sur la scène du Metropolitan Opera de New York.
Christa Ludwig publie son autobiographie, … und ich wäre so gern Primadonna gewesen en 1994, année de ses adieux. Le livre est publié en France sous le titre Ma voix et moi aux éditions Les Belles Lettres.
Le 8 juin 2010 à Vienne, elle est promue au rang de commandeur dans l'ordre de la Légion d'honneur pour honorer près de cinquante années de carrière lyrique.

### Vie privée
De 1957 à 1970, Christa Ludwig a été mariée au baryton-basse Walter Berry (1929-2000), avec lequel elle eut souvent l'occasion de se produire sur scène. En 1972, elle épouse en secondes noces le comédien et metteur en scène français Paul-Émile Deiber (1925-2011), avec lequel elle vit à Paris. À la mort de celui-ci, elle s'installe en Autriche.

## Distinctions et récompenses
- Commandeur de l'ordre des Arts et des Lettres
- 2010 :  Commandeur de la Légion d'honneur
- 2015 :  Grand officier de l'ordre national du Mérite[1]
- 2015 : nommée présidente honoraire de la fondation Hilde Zadek
- Commandeur dans l'ordre du Mérite de la République fédérale d'Allemagne
- Commandeur d'argent dans l'ordre du Mérite autrichien
- Gramophone Classical Music Awards 2016 : Récompense pour l'ensemble de sa carrière

## Filmographie
- 1970 : Così fan tutte de Wolfgang Amadeus Mozart : Dorabella
- 1972 : Das Lied von der Erde (Le Chant de la terre) de Gustav Mahler
- 1974 : Madame Butterfly de Giacomo Puccini : Suzuki
- 1977 : Symphonie no 1 « Jeremiah » de Leonard Bernstein sous la direction du compositeur, filmé pour le Sender Freies Berlin (SFB)
- 1982 : Falstaff de Giuseppe Verdi, dirigé et réalisé par Herbert von Karajan : Mrs. Quickly
- 1990 : L'Or du Rhin, La Walkyrie et Le Crépuscule des dieux de Richard Wagner, réalisation de Brian Large : Fricka

## Discographie partielle
- Hector Berlioz :
  - Roméo et Juliette, Michel Sénéchal, Nicolaï Ghiaurov, chœur de l'ORTF, Wiener Philarmoniker, dir. Lorin Maazel - LP Decca, 1973 ; rééd. CD 1993
  - Roméo et Juliette, Yvonne Minton, Christa Ludwig, Francisco Araiza, Jules Bastin, chœur et Orchestre de Paris, Daniel Barenboim (dir.) - Deutsche Grammophon, 1980 ; réed. 2019
  - Les Troyens (Didon), Guy Chauvet (Énée), Helga Dernesch (Cassandre), chœur et orchestre de l'Opéra de Vienne, Gerd Albrecht (dir.) - Gala 1976 ; réed. 1999
- Wolfgang Amadeus Mozart :
  - Les Noces de Figaro, Sena Jurinac, Rita Streich, Christa Ludwig, Ira Malaniuk, Walter Berry, Paul Schöffler, Chœur de l'Opéra de Vienne et Orchestre symphonique de Vienne, Karl Böhm (dir.) - 3xLP Philips, 1957 ; rééd. 3xCD Philips Classics 2005
- Richard Strauss :
  - Der Rosenkavalier (la Maréchale), Theo Adam (Ochs), Tatiana Troyanos (Octavian), Edith Mathis (Sophie), Otto Wiener (Faninal), Orchestre philharmonique de Vienne, Karl Böhm (dir.) - Deutsche Grammophon, enregistrement public du 27 juillet 1969 du festival de Salzbourg
  - Der Rosenkavalier (la Maréchale), Gwyneth Jones (Octavian), Lucia Popp (Sophie), Orchestre philharmonique de Vienne, Leonard Bernstein (dir.) - CBS, 1971
- Richard Wagner : Tristan und Isolde (Brangäne), Wolfgang Windgassen (Tristan), Birgit Nilsson (Isolde), Eberhard Waechter (Kurwenal), Martti Talvela (Marke), chœur et orchestre du festival de Bayreuth, Karl Böhm (dir.) - Deutsche Grammophon, 1966